# Suttonina guatemaltica
Suttonina guatemaltica är en svampart som beskrevs av H.C. Evans 1984. Suttonina guatemaltica ingår i släktet Suttonina, divisionen sporsäcksvampar och riket svampar.   Inga underarter finns listade i Catalogue of Life.